# Karl Plintzner
Karl Plintzner (* 20. Oktober 1911 in Berlin, Deutschland; † 7. Dezember 1975 in Ost-Berlin) war ein deutscher Kameramann. Seine Tätigkeit im Bereich der Kamera begann er 1926, zunächst als Assistent. In dieser Zeit arbeitete er mit Kameramännern wie Fritz Arno Wagner und Hans Schneeberger zusammen. Nach dem Zweiten Weltkrieg wurde er mit dem Jahr 1946 für DEFA tätig und ab 1950 war er als eigenständiger Kameramann angestellt. Ab Mitte der 1960er Jahre war er aus gesundheitlichen Gründen gezwungen, seine Tätigkeit einzustellen. Regisseure, mit denen er mehrfach zusammenarbeitete, waren Kurt Maetzig und Slatan Dudow. Für seine Arbeit wurde er mehrfach als Teil eines Teams mit dem Nationalpreis der DDR ausgezeichnet.

## Filmografie (Auswahl)
- 1938: Maja zwischen zwei Ehen
- 1948: Die seltsamen Abenteuer des Herrn Fridolin B.
- 1948: Affaire Blum
- 1949: Die Buntkarierten
- 1949: Figaros Hochzeit
- 1950: Deutschlandtreffen 1950 in Berlin (Dokumentation)
- 1950: Familie Benthin
- 1950: Die lustigen Weiber von Windsor
- 1951: Die letzte Heuer
- 1952: Roman einer jungen Ehe
- 1952: Das verurteilte Dorf
- 1954: Ernst Thälmann – Sohn seiner Klasse
- 1954: Stärker als die Nacht
- 1955: Ernst Thälmann – Führer seiner Klasse
- 1957: Mazurka der Liebe
- 1957: Das singende, klingende Bäumchen
- 1957: Das Stacheltier – Der schwarz-weiß-rote Traum (Kurzfilm)
- 1958: Geschwader Fledermaus
- 1958: Benno Böhnkes böses Ich (Kurzfilm)
- 1959: Senta auf Abwegen
- 1959: Erich Kubak
- 1959: Kabale und Liebe
- 1960: Silvesterpunsch
- 1961: Das Märchenschloß
- 1961: Der Traum des Hauptmann Loy
- 1962: Reiseziel Erfurt
- 1962: Die schwarze Galeere
- 1962: Minna von Barnhelm oder Das Soldatenglück
- 1963: For Eyes Only
- 1963: Die rote Kamille (Fernsehfilm)
- 1963: Was Ihr wollt (Fernsehfilm)
- 1964: Die goldene Gans
- 1965: Die andere Front (Fernsehfilm)
- 1965: Der Nachfolger (Fernsehfilm)

## Belege
1. ↑  defa-stiftung.dem abgerufen am 23. Juli 2015

| Personendaten    | Personendaten                                   |
| ---------------- | ----------------------------------------------- |
| NAME             | Plintzner, Karl                                 |
| KURZBESCHREIBUNG | deutscher Filmschauspieler und Synchronsprecher |
| GEBURTSDATUM     | 20. Oktober 1911                                |
| GEBURTSORT       | Berlin, Deutschland                             |
| STERBEDATUM      | 7. Dezember 1975                                |
| STERBEORT        | Ost-Berlin                                      |